# Csonttollú
A csonttollú (Bombycilla garrulus) a madarak osztályának verébalakúak (Passeriformes) rendjébe és a csonttollúfélék (Bombycillidae) családjába tartozó faj.

## Élőhely
Észak-Európa, Ázsia és Amerika tűlevelű erdeiben fészkel, északi irányban csaknem a szubarktikus fahatárig terjed az állománya. Otthonául a síkvidéki erdőket és a völgyeket választja. Ősszel a madarak csapatostul hagyják el az erdőt, hogy parkokban, kertekben és az utak védősávjaiban keresgéljenek bogyók után. Ebben az időszakban a csonttollú előfordulása már nem korlátozódik a fenyvesekre, a madár továbbra is a sűrű erdő közelében marad, noha táplálékát a bokrokon gyűjtögeti.

## Viselkedés
A csonttollú társas, barátságos madár. Nemigen tart az embertől. Olykor forgalmas utak mentén is találkozhatunk a bokrokon táplálkozó madárcsapatokkal. Ilyenkor teletömik a begyüket bogyókkal, pihennek egy kicsit, esetleg isznak rá egyet, majd folytatják az evést. Annyira szeretik a bogyókat, hogy testtömegük háromszorosát is el tudják fogyasztani belőlük.
A csonttollú röptében emlékeztet a seregélyre. Nemcsak gyors, egyenes vonalú röpte, de rövid, szögletes szárnyai miatt is. Ha a madarak gazdag táplálékforrásra találnak, evés közben sűrűn hallatják csilingelő hangjukat. Talán társaiknak jelzik így a táplálékforrás helyét. 

## Megjelenése
Testhossza 18 centiméter, szárnyfesztávolsága 32–35 centiméter, testtömege 32–35 gramm. Világosbarna és a vörösesbarna szín jellemző rá. Fején mozgatható tollbóbita van, torka fekete. Csőre a tövénél széles, az itt eredő selymes tollak – a hideghez való alkalmazkodás érdekében – az orrnyílásukat is beborítják. A háta gesztenyebarna, míg a testalja vörhenyes fahéjszínű. Szárnya hosszú és hegyes, rajta sárga és fehér mintázat látható. Az öreg madarak másodrendű evezőinek hegyi részén a tollgerinc megnyúlt, élénkpiros lemezkét alkot. Innen kapta a csonttollú nevet.
|  |  |  |

## Életmódja
Költőterületén inkább rovarokkal táplálkozik, amiket akár a levegőben is elkap. A telelő példányok növényi terméseket és bogyókat is elfogyasztanak. A Magyarországra érkező csonttollúak a télen is hozzáférhető növényi koszton élnek. A nyugati ostorfa, a madárberkenye és a japán akác fán maradó terméseit csipegetik, de a vadrózsa áltermése, a fonnyadó alma és körte, valamint a sárga fagyöngy lédús terméseit kedvelik a legjobban.

## Szaporodása

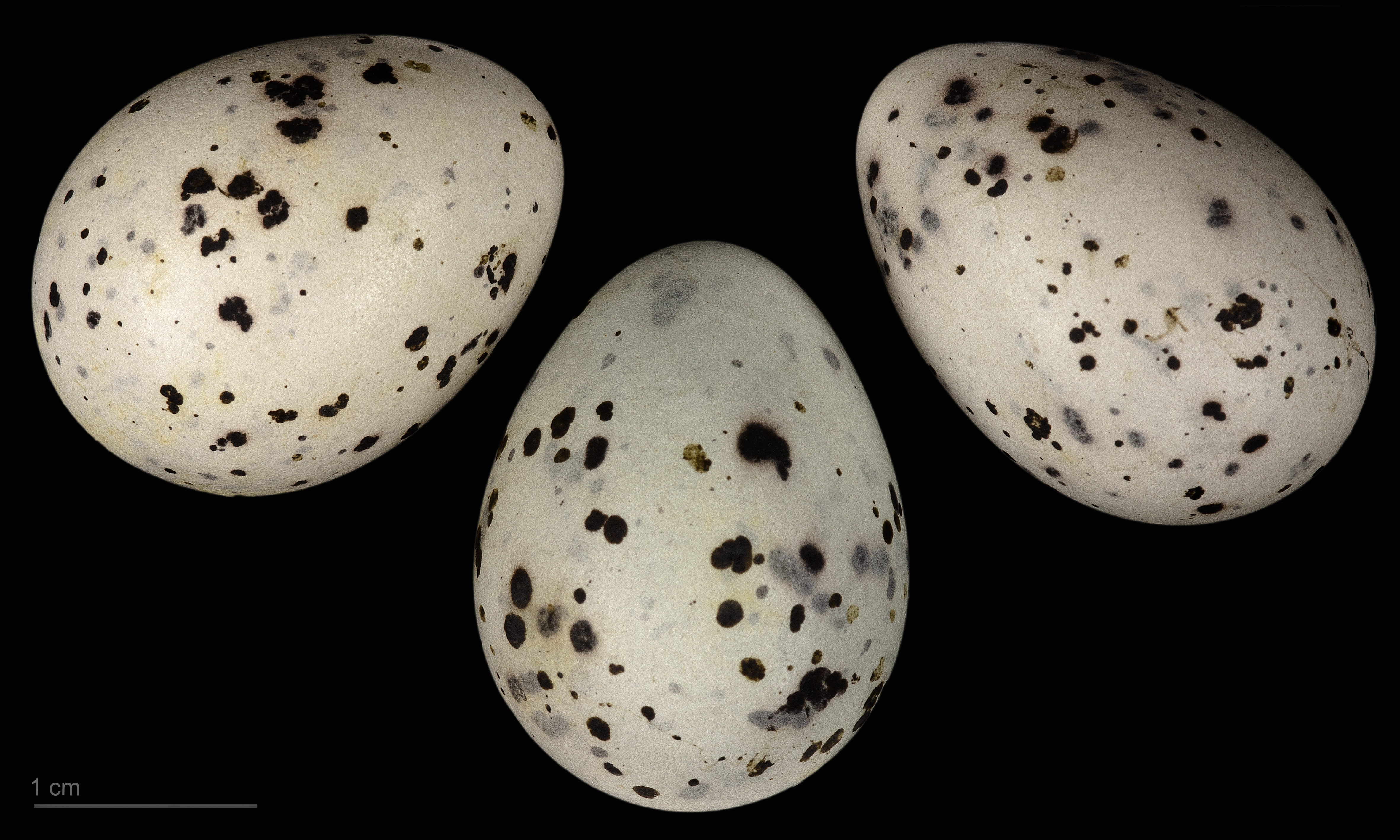
tojásai

A madarak télen állnak párba, még azelőtt, hogy visszatérnének a fészkelőhelyekre. A hím követi a kiszemelt partnert, és kiáltozással próbálja magára vonni a figyelmét. A násztánc során a hím felborzolja a bóbitáját, leereszti a farkát, és felfújja a tollazatát. Ilyenkor meglepően nagynak tűnik.
Amennyiben a tojó érdeklődést mutat, szintén felborzolja a tollát, és letelepedik mellé, majd átveszi az udvarlótól a "nászajándékként" felkínált táplálékot: egy faágat vagy háncsdarabot. A két madár a párzás bekövetkeztéig még többször megismétli a szertartást.
A fészket, amely mohával és fűvel bélelt, ágakból font csésze, egy fán készítik el 3-15 méteres magasságban, gyakran egy zuzmóval borított ágon. A három-hat fényes szürke vagy halványkék tojást sötétszürke pettyek díszítik. Főként a tojó melengeti őket 14-15 napon át. A kikelő fiókák etetésében mindkét szülő részt vesz, és ha kedvező az időjárás, a fiatalok már kéthetes korukban elhagyják a fészket.

## Kárpát-medencei elterjedése

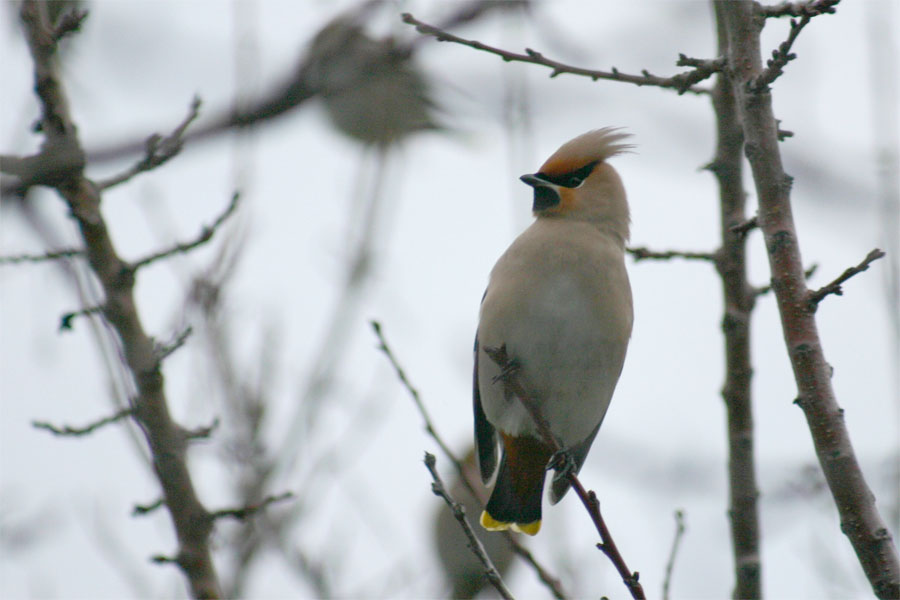

Magyarországon rendszeres vendég, október-április hónapokban, néha tömeges a jelenléte. 
Magyar elnevezései: selyemfarkú csontmadár, selyemfarkú, selymeg, fenyőmadár, kontyos fenyőmadár stb.

## Védettsége
Magyarországon védett. Természetvédelmi értéke: 25 000 Ft.